# توکای خندان سرخاکستری
توکای خندان سرخاکستری (نام علمی: Argya cinereifrons) عضوی از تیرهٔ توکایان خندان (Leiothrichidae) است. توکایان خندان تیرهٔ بزرگی از پرندگان گنجشک‌سان جهان قدیم هستند که با پرهای نرم و پف‌دار مشخص می‌شوند. این پرندگان مناطق گرمسیری هستند و بیشترین تنوع آنها در جنوب شرقی آسیا است.